# سلطعون الطين البرتقالي
سلطعون سيلا الزيتوني أو سلطعون الطين البرتقالي (الاسم العلمي: Scylla olivacea)، هو نوع مهم تجاريًا من سلطعون الأيكة الساحلية يتبع جنس سلطعون سيلا. إنه واحد من العديد من السلطعونات المعروفة باسم سلطعون الطين ويوجد في مناطق الأيكة الساحلية من جنوب شرق آسيا إلى باكستان، ومن اليابان إلى شمال أستراليا. جنبا إلى جنب مع الأنواع الأخرى من جنس سيلا، تُستزرع على نطاق واسع في تربية الأحياء المائية باستخدام الأرصدة التي تُصاد من الطبيعة. يمكن تمييزها عن الأنواع الأخرى من سيلا من خلال وجود أشواك متثلمة على الزاوية الظهرية البعيدة من راحة اليد (قادِمَةُ القَدَم) من المخلب، وعن طريق أشواك الفص الجبهي المستديرة مع وجود فواصل ضئيلة بين العينين